# Manglabites
I Manglabites o Manglavites (in greco μαγ[γ]λαβίται?, manglabitai; sing. μαγ[γ]λαβίτης, manglabitēs) erano un corpo di guardie del corpo dell'Impero bizantino.

## Etimologia
Il loro nome deriva dal termine manglabion (μαγγλάβιον, “randello”) che veniva usato anche per indicare l'intero corpo. L'origine del termine stesso è dibattuta: una teoria lo fa derivare dall'arabo mijlab (“frusta”), mentre un'altra dal latino manus (“mano”) e clava (“randello”).

## Storia
I manglabitai compaiono per la prima volta nel IX secolo, quando, insieme agli hetaireia imperiali, erano responsabili della sicurezza personale dell'imperatore. Armati di spada, i manglabitai lo precedevano nelle cerimonie ed erano responsabili dell'apertura di alcuni cancelli del palazzo imperiale, il Gran Palazzo di Costantinopoli, ogni mattina.

## Struttura
Un singolo manglabitēs era di origine e status relativamente basso, spesso addirittura analfabeta. Tuttavia, il loro comandante, noto come prōtomanglabitēs (πρωτομαγγλαβίτης, “primo manglabitēs”) o epi tou manglabiou (ἐπί τοῦ μαγγλαβίου, “responsabile del manglabion”), occupava una posizione elevata nella gerarchia imperiale grazie alla sua vicinanza all'imperatore. I manglabitai come guardia del corpo imperiale scompaiono alla fine dell'XI secolo, ma ci sono prove sigillografiche di “manglabitai della Grande Chiesa” (cioè il Patriarcato di Costantinopoli) dall'XI al XIII secolo.

## Membri di rilievo
Il manglabitēs forse più famoso fu il re norvegese Harald III di Norvegia, che ricevette il titolo in riconoscimento dei suoi servizi nella Guardia variaga negli anni '30 del XI secolo.